# Alture boemo-morave
Le Alture boemo-morave (in ceco Českomoravská vrchovina o Vysočina, in tedesco Böhmisch-Mährische Höhe) sono una lunga catena montuosa e collinare che si estende per oltre 150 km al centro della Cechia, tra Boemia e Moravia.
Hanno un'altezza compresa tra i 500 e gli 800 m s.l.m. e raggiungono la massima elevazione con lo Javořice (837 m s.l.m.). Le loro acque sono drenate dal fiume Sázava, affluente della Moldava.